# Majinović
Majinović (Servisch cyrillisch Мајиновић) is een plaats in de Servische gemeente Valjevo. De plaats telt 163 inwoners (2002).